# Tintin in svet Hergéja
Tintin in svet Hergéja: Ilustrirana zgodovina (francosko Le monde d'Hergé) je knjiga avtorja Benoita Peetersa, v kateri pripoveduje ilustrirano zgodovino belgijskega karikaturista Hergéja in njegovega dela z naslovom Tintin in njegove pustolovščine.

## Sprejem
Tintin in svet Hergéja je uradno pohvaljen in se pojavlja na številnih bralnih seznamih knjig o Hergéju in Tintinu.
Entertainment Weekly knjigo opisuje kot "občudovanja vredna pripoved o Tintinu, ki ohranja vse skrivnosti mladega junaka".

## Prevod knjige
- Francoščina: Le monde d'Hergé (1983)
- Angleščina: Tintin and the World of Hergé: An Illustrated History (1988)
- Švedščina: Hergé - Boken om Tintin och hans skapare (1983)
- Nemščina: Hergé - Ein Leben für die Comics (1983)